# 広島県立福山葦陽高等学校

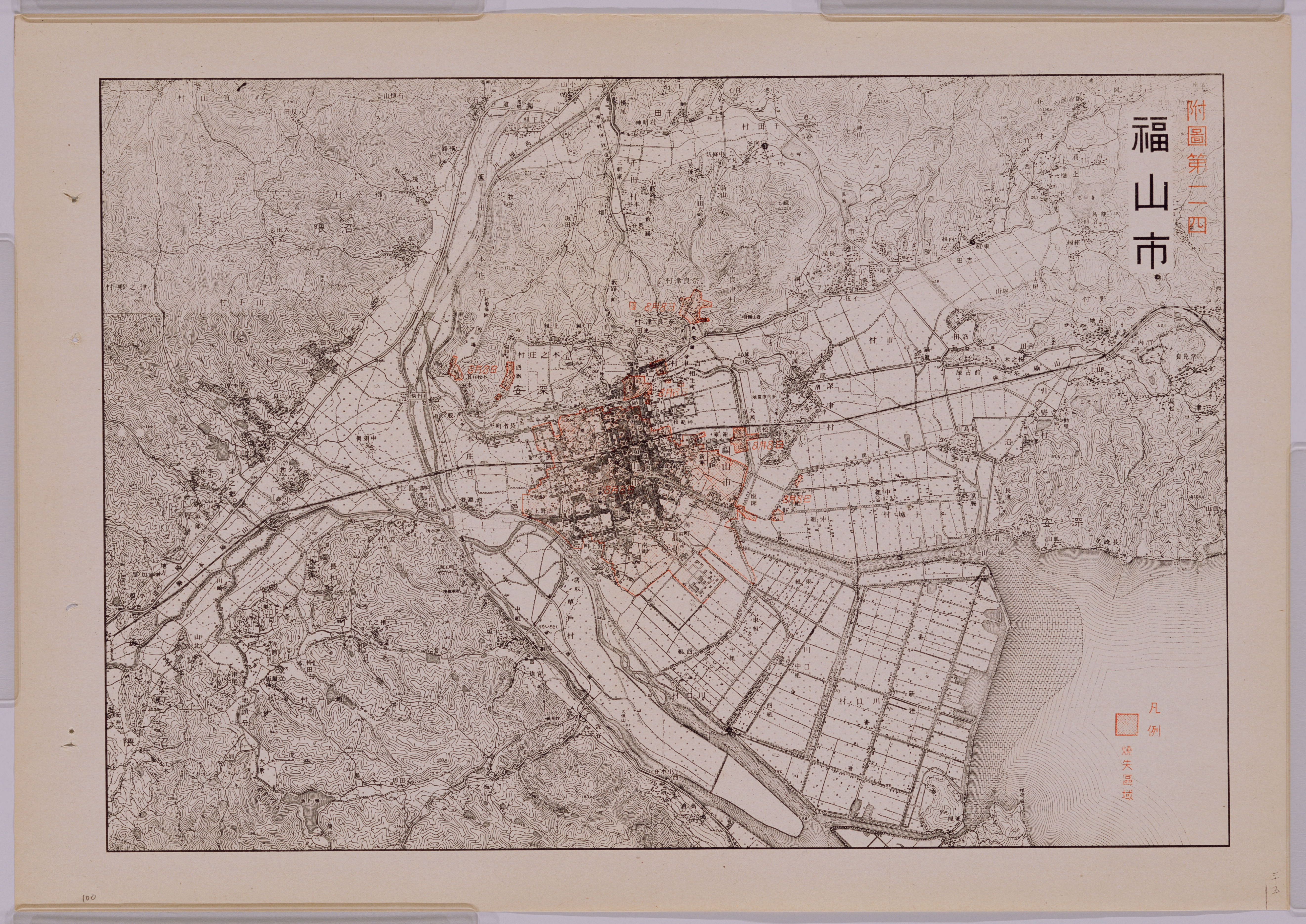
1945年（昭和20年）戦災概況図。地図中央やや左に"高女校"が確認できる。

広島県立福山葦陽高等学校（ひろしまけんりつ ふくやまいようこうとうがっこう）は、広島県福山市久松台にある県立の高等学校。人数は教員含め約1000人程度。

## 概要
歴史
1906年（明治39年）創立の高等女学校を前身とする。1948年（昭和23年）の学制改革により、新制高等学校となる。数回の改称を経て現校名になったのは1968年（昭和43年）。2016年（平成28年）に創立110周年を迎えた。
校名の由来
かつて福山城二の丸跡に校舎があったため、福山城の別名である葦陽城にちなんだものである。
設置課程・学科
全日制課程 普通科
定時制課程 普通科（昼間）
校訓
「強く 正しく 美しく」
校章
高校再編で「広島県福山南高等学校」になった1949年（昭和24年）に制定。Mの文字を3つ合わせて「南」を表し，中央に2枚の葉と「高」の文字を置いている。
校歌
作詞は篠崎正夫、作曲は鈴木けんごによる。歌詞は2番まであり、2番の歌詞中に校名の「葦陽」が登場。

## 沿革
- 1906年（明治39年）4月18日 - 「広島県深安郡福山町立福山女学校」が開校。
- 1909年（明治42年）3月 - 「広島県深安郡福山町立福山高等女学校」と改称。
- 1913年（大正2年）7月1日 - 県立移管により、「広島県立福山高等女学校」と改称。
- 1939年（昭和14年）3月 - 福山葦陽学院を併設。
- 1946年（昭和21年）4月 - 修業年限が5年に改められる（ただし4年修了時点で卒業することもできた）。
- 1947年（昭和22年）4月1日 - 学制改革（六・三制）が行われる。
  - 高等女学校としての募集を停止。
  - 新制中学校を併設し（以下・併設中学校）、高等女学校1・2年修了者を新制中学校2・3年生として収容。
  - 併設中学校は経過措置としてあくまで暫定的に設置されたもので、新たに生徒募集は行われず、在校生が2・3年生のみの中学校であった。
  - 高等女学校3・4年修了者はそのまま高等女学校4・5年生として在籍（ただし4年修了時点で卒業することもできた）。
- 1948年（昭和23年）5月3日 - 学制改革により高等女学校が廃止され、新制高等学校「広島県福山葦陽高等学校」が発足。
  - 通常制普通課程（全日制普通科）を設置。この時点では女子校であった。
  - 高等女学校卒業者（5年修了者）を新制高校3年生、高等女学校4年修了者を新制高校2年生、併設中学校卒業者（3年修了者）を新制高校1年として収容。
  - 併設中学校が1946年（昭和21年）に高等女学校へ最後に入学した3年生のみとなる。
- 1949年（昭和24年）
  - 3月31日 - 併設中学校を廃止。
  - 4月30日 - 高校三原則に基づく、公立高等学校再編により、福山工業高等学校との統合で総合制の「広島県福山南高等学校」となる。普通課程・家庭課程（後の家政科）・工業課程を設置。男女共学を開始。
  - 7月5日 - 校章を制定。
- 1953年（昭和28年）4月1日 - 工業部が広島県福山工業高等学校として分離独立したため、校名を「広島県福山葦陽高等学校」（再）に戻す。
- 1955年（昭和30年）4月1日 - 同窓会の経営による福山葦陽学院を再設置。
- 1963年（昭和38年）
  - 3月31日 - 福山葦陽学院を廃止。
  - 4月1日 - 家政科の募集を停止し、普通科（甲型・乙型）を設置。定時制課程（昼間2部制）を設置。
  - 10月1日 - 「広島県立福山葦陽高等学校」（現校名）となる（県の後に「立」が付される）。
- 1971年（昭和46年）4月1日 - 普通科の甲乙型を廃止。
- 1976年（昭和51年）4月1日 - 第9学区総合選抜制（市内5校[1]）を開始。
- 1982年（昭和57年）3月31日 - 現在地へ移転を完了。旧校地には広島県立歴史博物館が建てられている。
- 1988年（昭和63年）4月1日 - 第9学区が東西に分けられ、第9学区西部総合選抜（市内3校[2]）を開始。
- 1998年（平成10年）4月1日 - 総合選抜を廃止し、単独選抜を導入。
- 2002年（平成14年）4月2日 - 定時制課程を従来の昼間2部制から昼間1部制に移行。
- 2006年（平成18年）10月29日 - 創立100周年記念式典を挙行。

## 部活動
全日制課程
- サッカー部

1994年（平成6年）広島県東部地区初の全国高等学校サッカー選手権大会広島県代表となる。準々決勝で、その年優勝した、川口能活、田中誠などを擁した強豪清水市立商業高等学校（現:静岡市立清水桜が丘高等学校）に敗れベスト8となる。当校出身の世良公則などがスタンドに応援しに来た。（第72回全国高等学校サッカー選手権大会）

## 著名な出身者
- 石井義信（元サッカー日本代表監督）
- 世良公則（ミュージシャン、俳優）
- 藤井謙二（ミュージシャン）
- 寺田和正（実業家、サマンサタバサジャパンリミテッド創業者）
- 横山知枝（元歌手・女優、元やまだかつてないWink）
- 藤田弘之（ローカルタレント、RCCラジオ「道盛浩のバリシャキNOW」番組アシスタント）
- 家本政明（日本サッカー協会(JFA)スペシャルレフェリー）
- 友竹正則（声楽家、「くいしん坊!万才」レポーター）
- 市川哲也（競艇選手）
- HANZO（本名：中島一学、プロレスラー）
- 杉原杏璃（グラビアアイドル、タレント）
- 星影美砂子（元宝塚歌劇団娘役、宝塚歌劇団卒業生）
- 兼子大輔（フレンチシェフ、受賞歴多数）
- 三谷昇（俳優）

## 交通
最寄りの鉄道駅
- JR西日本「備後本庄駅」より徒歩20分。